# ناحیه فدرالی مرکزی

موقعیت ناحیه فدرالی مرکزی در روسیه

ایالت فدرالی مرکزی (به روسی: Центра́льный федера́льный о́круг) یکی از ۸ ایالت فدرال روسیه است. کاربرد نام مرکزی درباره این ایالت کاملاً جنبه سیاسی و اقتصادی دارد زیرا این ناحیه بخش‌هایی از غرب روسیه را در بر گرفته‌است و مرکز مهم اقتصادی در اقتصاد ۴ تریلیون دلاری روسیه است. مساحت این ناحیه ۶۵۰٬۲۰۰ کیلومتر مربع (۲۵۱٬۰۰۰ مایل مربع) و جمعیت آن بنابر سرشماری سال ۲۰۱۰ میلادی برابر با ۳۸٬۴۲۷٬۵۳۹ نفر بوده که ۸۱٫۳٪ آنها شهرنشین هستند.
| ناحیه فدرال مرکزی | ناحیه فدرال مرکزی | ناحیه فدرال مرکزی | ناحیه فدرال مرکزی |
| #                 | پرچم              | ناحیه             | مرکز              |
| ----------------- | ----------------- | ----------------- | ----------------- |
| ۱                 |                   | استان بلگورود     | بلگورود           |
| ۲                 |                   | استان بریانسک     | بریانسک           |
| ۳                 |                   | استان ولادیمیر    | ولادیمیر          |
| ۴                 |                   | استان ورونژ       | وورونژ            |
| ۵                 |                   | استان ایوانوف     | ایوانوفو          |
| ۶                 |                   | استان کالوگا      | کالوگا            |
| ۷                 |                   | استان کوستروما    | کوستروما          |
| ۸                 |                   | استان کورسک       | کورسک             |
| ۹                 |                   | استان لیپتسک      | لیپتسک            |
| ۱۰                |                   | مسکو              | مسکو              |
| ۱۱                |                   | استان مسکو        | استان مسکو        |
| ۱۲                |                   | استان اریول       | اریول             |
| ۱۳                |                   | استان ریازان      | ریازان            |
| ۱۴                |                   | استان اسمولنسک    | اسمولنسک          |
| ۱۵                |                   | استان تامبوف      | تامبوف            |
| ۱۶                |                   | استان تور         | تور               |
| ۱۷                |                   | استان تولا        | تولا              |
| ۱۸                |                   | استان یاروسلاول   | یاروسلاول         |